# 이솔데 바스
이솔데 바스(Isolde Barth, 1948년 8월 24일 ~ )는 독일의 연극 배우, 영화배우이다.

## 영화
- 더 블라인드 스팟 (2013년)
- 더 시네마 앤 잇츠 더블 - 라이너 베르너 파스빈더스 '데스페어' 리비지티드 (2011년)
- 발트의 낙원 (2006년) - 마렌느 역
- 신부 들러리 (2004년)
- 로젠스트라시 (2003년)
- 프로스트 (1997년)
- 워커홀릭 (1996년)
- 닥터 M (1990년)
- 쿼렐리 (1982년)
- 로라 (1981년)
- 마리아 브라운의 결혼 (1979년)
- 13달인 어느 해에 (1978년)
- 양지로의 여행 (1978년)